# Постройки
Постро́йки — посёлок в Саткинском районе Челябинской области России. Входит в состав Романовского сельского поселения.

## География
Посёлок находится на берегу реки Большая Сатка. 

### Часовой пояс
Посёлок Постройки, как и вся Челябинская область, находится в часовой зоне МСК+2. Смещение применяемого времени относительно UTC составляет +5:00.

## Население
| 2002 | 2010 |
| ---- | ---- |
| 13   | ↘11  |

### Половой состав
По данным Всероссийской переписи, в 2010 году численность населения посёлка составляла 11 человек (5 мужчин и 6 женщин).

## Улицы
- ул. Луговая,
- ул. Нагорная,
- ул. Речная[4]